# Antonio de Literes
Antonio de Literes, auch bekannt als Antonio Lliteres Carrio oder Antonio Literes Carrión (* 18. Juni 1673 in Artà auf Mallorca; † 18. Januar 1747 in Madrid) war ein spanischer Komponist und Cellist.

## Leben
Antonio de Literes genoss bereits zu Lebzeiten großes Ansehen als Schöpfer geistlicher sowie weltlicher Musik. Er zählt neben Sebastián Durón (1660–1716) und José de Nebra (1702–1768) zu den wichtigsten Komponisten spanischer Bühnenmusik dieser Epoche.
Seinen musikalischen Werdegang begann er 1688 mit dem Eintritt in den Kinderchor des Kollegiums Capilla Real in Madrid. Nach seinem Abschluss am Konservatorium Real Colegio de Niños Cantoricos, wo er in Komposition und Harmonie unterrichtet wurde, fand er 1693 eine Anstellung als erster Cellist an der Capilla Real. Erste Kompositionsarbeiten von Bühnenwerken folgten 1697. Während des Erbfolgekrieges (1700–1713) wurde er 1706 nach der Exilierung seines Amtsvorgängers Sebastián Durón zum Kapellmeister der Institution ernannt. Zu seinen erfolgreichsten Werken zählen die Oper Los elementos (ca. 1718) und die Zarzuelas Acis y Galatea (1708) sowie Júpiter y Semele, welche am 9. Mai 1718 am Teatro de la Cruz in Madrid uraufgeführt wurde und während Wochen ausverkauft war. Die Texte vieler seiner Werke stammen aus der Feder des spanischen Schriftstellers José de Cañizares (1676–1750). Antonio de Literes war Vater der beiden Musiker der königlichen Hofkapelle in Madrid, José Literes y Sánchez († 1746) und Antonio Literes y Montalbo († 1768).

## Werke (Auswahl)

### Zarzuelas
- Júpiter y Yoo, los cielos premian desdenes (1699)
- Júpiter y Dánae (1700)
- Acis y Galatea (1708)
- Ceronis
- Con música y con amor (1709)
- Antes difunta que ajena (1711)
- Hasta lo insensible adora (1713)
- El estrago en la fineza, Júpiter y Semele (1718)
- Celos no guardan respeto (1723)

### Opern
- Los elementos (ca. 1718)
- Dido y Eneas

### Geistliche Musik
- Oratorio sobre la vida de San Vicente de Padua (1720) (verloren)
- 3 Messen
- 14 Vespern
- Miserere mei Deus
- Sanctorum meritis
- 5 geistliche Kantaten

### Verschiedenes
- 10 weltliche Kantaten

## Diskografie
- 1998 – Los Elementos. Ópera armónica al estilo italiano. Al Ayre Español. Deutsche Harmonia Mundi 05472 77385 2
- 2001 – Acis y Galatea. Al Ayre Español. Deutsche Harmonia Mundi 05472 77522 2
- 2003 – Júpiter y Semele o El estrago en la fineza. Al Ayre Español. Harmonia Mundi Ibérica 987036.37 (2 CDs)